# Rhynchium acromum
Rhynchium acromum är en stekelart som beskrevs av Giordani Soika 1952. Rhynchium acromum ingår i släktet Rhynchium och familjen Eumenidae. Inga underarter finns listade i Catalogue of Life.